# Tabora Urban (huyện)
Tabora Urban là một huyện thuộc vùng Tabora, Tanzania. Thủ phủ của huyện Tabora Urban đóng tại Tabora. Huyện Tabora Urban có diện tích 20104 ki lô mét vuông. Đến thời điểm điều tra dân số ngày 25 tháng 8 năm 2002, huyện Tabora Urban có dân số 188005 người.